# 공작산로
공작산로(Gongjaksan-ro)는 강원특별자치도 홍천군 홍천읍에서 서석면 어론삼거리까지 연결하는 도로이다.

## 주요 경유지
강원특별자치도
- 홍천군 (홍천읍 - 영귀미면 - 서석면)

## 노선
| 이름        | 접속 노선                | 소재지 | 소재지 | 비고                    |
| ----------- | ------------------------ | ------ | ------ | ----------------------- |
| (이름없음)  | 홍천로 희망로            | 홍천군 | 홍천읍 |                         |
| 화양교      |                          | 홍천군 | 홍천읍 |                         |
| (이름없음)  | 국도 제44호선 (설악로)   | 홍천군 | 홍천읍 | 지방도 제444호선과 중복 |
| 오룡터널    |                          | 홍천군 | 홍천읍 | 지방도 제444호선과 중복 |
|             | 영귀미면                 | 홍천군 |        | 지방도 제444호선과 중복 |
| 동면대교    |                          | 홍천군 |        | 지방도 제444호선과 중복 |
| 노천교      |                          | 홍천군 |        | 지방도 제444호선과 중복 |
| 노천 삼거리 | 금계로                   | 홍천군 |        | 지방도 제444호선과 중복 |
| 어론 삼거리 | 국도 제56호선 (구룡령로) | 홍천군 | 서석면 |                         |

## 주요 건물 및 시설
- 홍천소방서 (공작산로 99/갈마곡리 133)
- 농협 영귀미주유소 (공작산로 487/속초리 874-6)
- 농협 동면농협 본점 (공작산로 487/속초리 874-6)
- 동면치안센터 (공작산로 491/속초리 873-8)
- 홍천군영귀미면 보건지소 (공작산로 495/속초리 873-1)
- 영귀미면 행정복지센터 (공작산로 497/속초리 873-1)
- 영귀미119지역대 (공작산로 505/속초리 872-2)
- 홍천동면우체국 (공작산로 510/속초리 641-2)
- CU 홍천동면점 (공작산로 518/속초리 642-5)